# Myosotis abyssinica
Myosotis abyssinica è una specie di pianta della famiglia delle Boraginaceae. Può essere trovata in Etiopia, Sudan, sull'Isola di Bioko, in Ruanda, Repubblica Democratica del Congo (o comunque nelle zone dell'ex Zaire), Uganda, Kenya, Tanzania e Camerun.